# 希爾內 (利沃夫州)
49°10′50″N 23°44′3″E / 49.18056°N 23.73417°E
希爾內（烏克蘭語：Гірне），是烏克蘭的村落，位於該國西部利沃夫州，由斯特雷區赫拉博韋茨-杜利貝市鎮負責管轄，始建於1374年，面積17.2平方公里，海拔高度418米，人口1,601，人口密度每平方公里101.37人。